# Бальдиссери, Джандоменико
Джандоменико Бальдиссери так же известен, как Джанни (итал. Giandomenico Baldisseri, 20 февраля 1938 — 1985) — итальянский футболист, играл на позиции вратаря.
Выступал, в частности, за клубы «Чезена» и СПАЛ, а также олимпийскую сборную Италии.

## Карьера игрока
Воспитанник футбольного клуба «Червия», дебютировал в основном составе клуба в 1952 году в возрасте четырнадцати лет. В 1956 году перешёл в состав «Чезены» за два сезона в команде принял участие в 50 матчах.
В 1958 году попал в поле зрения в клуба СПАЛ игравшего в Серии А , подписал контракт, и дебютировал в основном составе 26 октября 1958 года в матче против «Болоньи», однако пропустил три мяча от Эцио Паскутти, Джино Пивателли и Умберто Маскио и был заменен походу игры. После неудачного старта сезона попадал в основу лишь в 8 матчах чемпионата, и на следующий год отправился в аренду сначала в «Реджану», а затем в «Венецию», оба клуба, на тот момент, выступали в Серии В.
В 1962 году перешёл в состав клуба «Порденоне» из Серии С. Через 2 года вновь сменил клуб — став на ворота клуба «Риччоне» в котором провел 2 сезона.
Позже пробовал свои силы в «Чезене» и «Имолезе». Закончил карьеру футболиста в 1972 году в клубе «Чезенатико» игравшем в Серии D.
Всего за карьеру провел: 16 матчей в Серии А и 61 матч в Серии В.
Преждевременно скончался на 48 году жизни в 1985 году. Именем Джандоменико Бальдиссери названа площадь перед главным стадионом в городе Червия, на котором он начинал заниматься футболом.

## Выступления за сборную
В 1960 году привлекался в состав молодежной сборной Италии. В составе сборной был участником футбольного турнира на Олимпийских играх 1960 года в Риме, на котором итальянцам пришлось довольствоваться четвёртым местом. Джандоменико на турнире стоял на воротах в двух поединках.